# Pampelmuse
Die Pampelmuse (lateinisch Citrus maxima für „größte Zitrone“, auch Citrus grandis) ist ein immergrüner Baum, der die größten Zitrusfrüchte hervorbringt. Im englischen Sprachraum wird die Pampelmuse als Pomelo, Pummelo oder Shaddock bezeichnet. Die Pflanzenart gehört zu den Rautengewächsen und stammt aus dem tropischen Südostasien.
Verschiedene Zitrusfrüchte sind durch Kreuzung aus der Pampelmuse entstanden. Durch Kreuzung der Pampelmuse mit der Mandarine entstand die Orange. Die Rückkreuzung von Orange und Pampelmuse ist die Grapefruit. Umgangssprachlich wird im Deutschen oft nicht zwischen Pampelmuse und Grapefruit unterschieden.

## Beschreibung

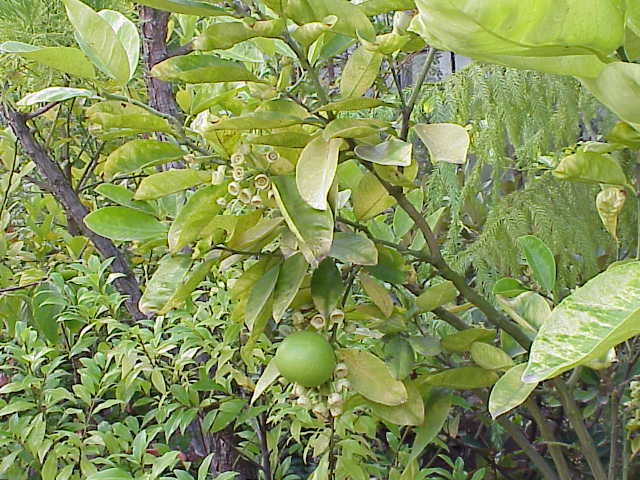
Pampelmusen am Baum (Citrus maxima)

Abkömmlinge der Pampelmuse

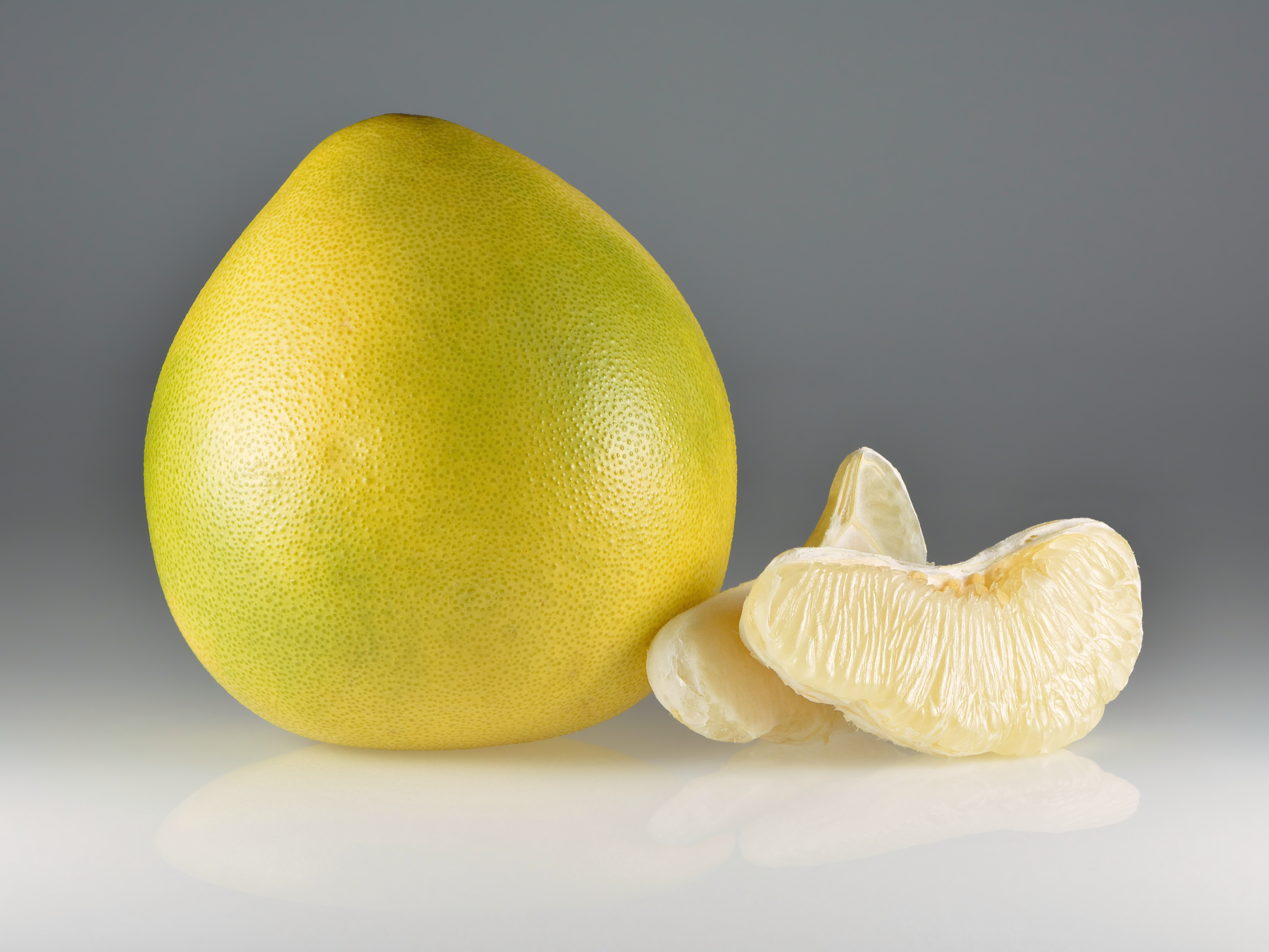
Pampelmuse

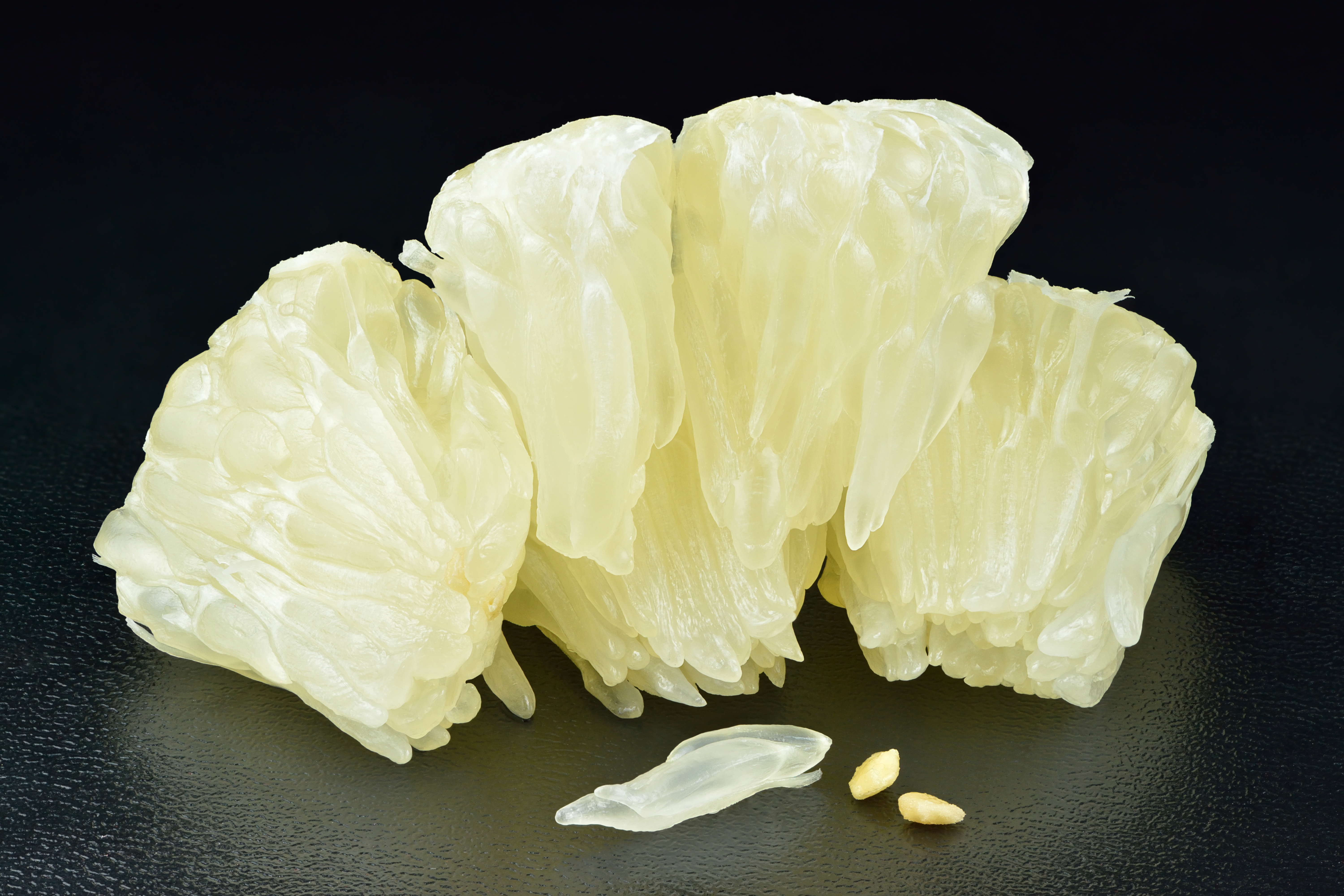
Das Fleisch der Pampelmuse

Die Pampelmuse ist ein mittelgroßer, immergrüner Baum. Die jungen Zweige sind leicht behaart und rötlich gefärbt. In den Blattachseln befinden sich Dornen. Die Blätter sind im Vergleich zu anderen Zitruspflanzen groß; die Unterseite ist leicht behaart. Der Blattstiel ist verbreitert (geflügelt). Die Blattspitze ist abgerundet, der Blattgrund rund bis herzförmig und mit dem geflügelten Blattstiel überlappend.
Die großen Blüten stehen einzeln oder in ährigen Blütenständen mit bis zu 20 Blüten in den Blattachseln. Die Blütenknospen sind weiß oder rötlich. Die Blüte besteht aus fünf verwachsenen Kelch- und fünf freien Kronblättern. Im Zentrum der Blüte finden sich 20 bis 35 Staubblätter sowie der runde Fruchtknoten. Der Griffel ist deutlich vom Fruchtknoten abgesetzt.
Die Früchte (Hesperidien) sind abgeflacht oder rund bis leicht birnenförmig. Sie sind aus zehn bis 15 Segmenten zusammengesetzt. Die Schale ist dick und außen gelb oder gelb-grün gefärbt. Die zentrale Achse der Frucht ist bei der Reife hohl, auch die Haut (Endokarp), die die einzelnen Segmente umhüllt, ist zur Mitte hin geöffnet. Die äußere Schale lässt sich leicht entfernen, und auch die einzelnen Segmente lassen sich schälen. In den Segmenten befinden sich sogenannte Saftschläuche, die bei der Pampelmuse von recht festen Häutchen umgeben sind und beim Zerlegen der Frucht nicht platzen. Es gibt viele pigmentierte Sorten mit rosa- bis rotfleischigen Früchten, hervorgerufen durch das Carotinoid Lycopin, das sich bei hohen Sommertemperaturen in den Saftschläuchen anreichert. Bei einigen Sorten kann die Frucht bis zu 30 cm im Durchmesser groß werden und ein Gewicht von über zwei Kilogramm erreichen. Die Samen können, je nach Sorte, sehr zahlreich (bis zu 200 pro Frucht) oder gar nicht vorhanden sein. Sie sind groß, unregelmäßig geformt und gefurcht, im Innern weißlich.
Die Chromosomenzahl beträgt 2n = 18.

## Name
Die Bezeichnung „Pampelmuse“ ist im 18. Jahrhundert aus dem Niederländischen ins Deutsche übernommen worden. Als pompelmoes oder pampelmoes lässt es sich im Niederländischen seit 1648 nachweisen. Teils findet sich noch die Angabe, das niederländische Wort stamme vom tamilischen pampḷimās. Allerdings ist das tamilische Wort wohl eher ein Lehnwort aus dem Niederländischen. Möglicherweise ist das niederländische pompelmoes eine Zusammensetzung aus pompel, „dickes rundes Stück oder Objekt“, und einer verkürzten Form des portugiesischen limões, „Zitronen“, (Plural von limão). Der zweite Bestandteil könnte sich auch vom mittel- bzw. frühneuniederländischen moet, „Stück“, ableiten, was sich auf die außergewöhnlich großen Segmente der Pampelmuse bezöge. In der Literatur finden sich für die Pampelmuse auch die Bezeichnungen „Paradiesapfel“ und „Adamsapfel“.
Im Deutschen wird umgangssprachlich oft nicht zwischen „Pampelmuse“ und „Grapefruit“ unterschieden. Was im Handel erhältlich ist, ist zumeist die Grapefruit, die als Kreuzung aus Pampelmuse und Orange entstanden ist. Allerdings scheint sich die Präsenz der Grapefruit am Markt gebietsweise auch in einer Veränderung der Umgangssprache niederzuschlagen.

## Zusammensetzung und Inhaltsstoffe
Die Pampelmuse besteht zu knapp 90 % aus Wasser. Der nahrhafte Anteil besteht größtenteils aus Kohlenhydraten (9,62 %) und einem geringen Anteil an Proteinen (0,76 %). Insgesamt besitzt die Pampelmuse eine sehr ähnliche Zusammensetzung wie die Grapefruit, enthält jedoch fast doppelt so viel Vitamin C.
| 100 g Pampelmuse enthalten durchschnittlich: |        |        |               |        |        |         |           |           |
| Energie                                      | Wasser | Fett   | Kohlenhydrate | Eiweiß | Kalium | Calcium | Magnesium | Vitamin C |
| 159 kJ (38 kcal)                             | 89,1 g | 0,04 g | 9,62 g        | 0,76 g | 216 mg | 4 mg    | 6 mg      | 61 mg     |